# Bundeshaushaltsplan (Deutschland)

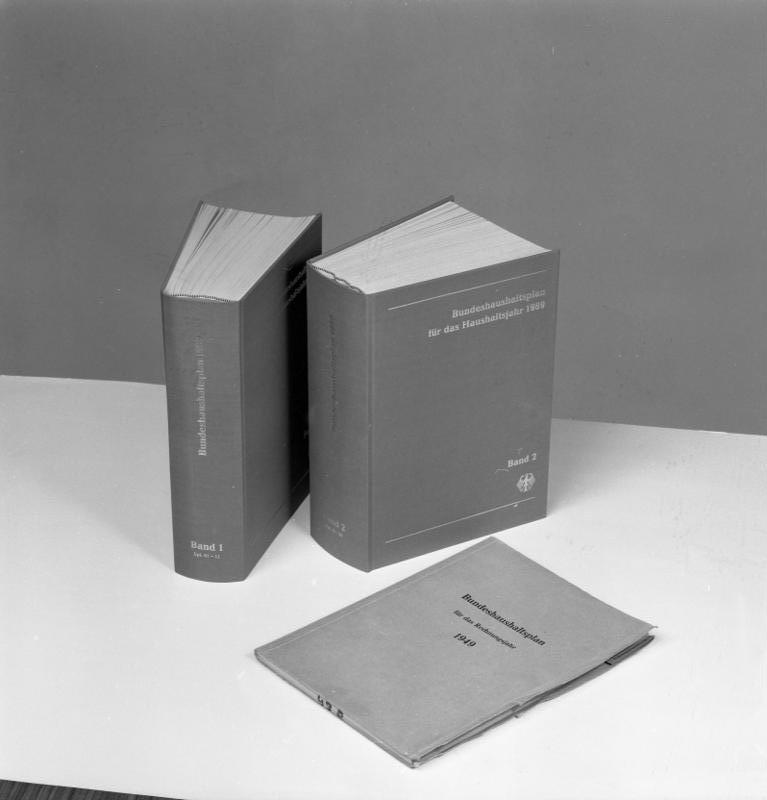
Bundeshaushaltsplan 1989 (zwei Bände) im Vergleich zum Bundeshaushaltsplan 1949

Der Bundeshaushaltsplan in Deutschland wird gemäß Art. 110 Grundgesetz (GG) im Rahmen des Haushaltsgrundsätzegesetzes als Anlage zum Bundeshaushaltsgesetz jährlich oder zweijährlich (Doppelhaushalt) vom Deutschen Bundestag für das kommende Haushaltsjahr oder die kommenden zwei Haushaltsjahre beschlossen und gliedert die Einnahmen und Ausgaben der Träger der öffentlichen Bundesverwaltung nach Ressorts und Fallgruppen (§ 1 bis § 4 Bundeshaushaltsordnung – BHO). Gemäß Art. 109 Abs. 1 GG sind Bund und Länder in ihrer Haushaltswirtschaft selbständig und voneinander unabhängig. Entsprechend der bundesstaatlichen Trennung der Haushaltswirtschaften sind die Rechtsgrundlagen des Bundeshaushaltes in den Artikel 109–115 des Grundgesetzes, dem Haushaltsgrundsätzegesetz und der Bundeshaushaltsordnung enthalten.
Für das Haushaltsjahr 2023 ist gemäß dem Bundeshaushaltsplan ein Betrag in Höhe von 476.290.763.000 Euro veranschlagt. Das bedeutet, dass dieser Betrag sowohl für Einnahmen als auch Ausgaben vorgesehen ist; somit decken die Einnahmen die Ausgaben.

## Aufgabe
Der Haushaltsplan dient der politischen und administrativen Steuerung. Nach Wolfgang Eggert und Steffen Minter erfüllt der Bundeshaushaltsplan fünf Teilaufgaben
1. administrative Kontrollaufgabe: Der Bundeshaushaltsplan beschreibt die gesetzliche Bewirtschaftungsgrundlage des Bundes, setzt deren Handeln fest und erlaubt der Bundesregierung und dem Deutschen Bundestag eine Kontrolle des Verwaltungsapparats.
2. finanzwirtschaftliche Ordnungsaufgabe: Durch planmäßige Gegenüberstellung von Einnahmen und Ausgaben sollen für das Haushaltsjahr das finanzielle Gleichgewicht und die Rationalität des Regierungshandelns gewährleistet werden.
3. politische Kontrollaufgabe: Durch die regelmäßig wiederkehrende Beratung und Beeinflussung der ausgabenwirksamen Regierungstätigkeit ermöglicht der Bundeshaushaltsplan eine ex ante und ex post politische Kontrollfunktion des Regierungshandelns.
4. politische Programmaufgabe: Im Bundeshaushalt sollen politische Ziele in konkrete Ausgabenprogramme umgesetzt werden, mithin stellt der Haushaltsplan den monetären Ausdruck des politischen Handlungsprogramms der Regierung dar.
5. volkswirtschaftliche Lenkungsaufgabe: Da über die Ausgabenseite die gesamtwirtschaftliche Nachfrage direkt und über die Einnahmeseite indirekt beeinflusst werden kann, wird im Haushalt ein Instrument zur Realisation bes. stabilisierungspolitischer Zielsetzungen (Fiskalpolitik) gesehen.

Dazu muss der voraussichtliche Finanzbedarf des Bundes festgestellt werden (§ 2 BHO). Bei der Aufstellung und Ausführung des Bundeshaushalts muss den Erfordernissen des gesamtwirtschaftlichen Gleichgewichts Rechnung getragen werden; die Grundsätze der Wirtschaftlichkeit und der Sparsamkeit sind zu beachten. Der Haushaltsplan beruht folglich auf Prognosen der zukünftigen tatsächlichen Verhältnisse. Dies erklärt das Auftauchen von Haushaltslöchern. Häufig werden geringere Steuer- und Verwaltungseinnahmen durch zusätzliche Neuverschuldung ausgeglichen. Trotz der dem Haushaltsplan innewohnenden Prognoseunsicherheiten handelt es sich bei ihm um einen verbindlichen Plan. Allerdings hat das Haushaltsrecht die Bindungswirkung als Ermächtigung der Verwaltung ausgestaltet, was wiederholt Gegenstand der Budgetkritik war.
Die Planung des Haushaltes und die Erstellung eines Haushaltsentwurfs sind besonders wichtig in der Finanzpolitik. Der Staatshaushalt ist im Parlament zwischen der regierenden Partei und der Opposition in der Regel strittig, denn meist fordern die Ausgaben eine Neuverschuldung.
Der Haushaltsplan lässt zu, dass die Bundesregierung Ausgaben leisten und Verpflichtungen eingehen kann (§ 3 Abs. 1 BHO). Er entfaltet somit keine unmittelbare Außenwirkung, die es Dritten ermöglicht, Ansprüche aus dem Bundeshaushaltsplan abzuleiten (§ 3 Abs. 2 BHO). Ansprüche lassen sich nur aus den entsprechenden Gesetzen mit Außenwirkung (wie im Sozialgesetzbuch) ableiten.
Für jede Art von Ausgaben und Einnahmen einer jeden Bundesdienststelle gibt es eine eigene Haushaltsstelle im Haushaltsplan. In diesem ist festgelegt, wie hoch die Ausgaben für die Haushaltsstelle im Haushaltsjahr sind und wie hoch die voraussichtlichen Einnahmen sein werden. So lässt sich leicht ermitteln, wie viel Geld der Dienststelle (zum Beispiel dem Bereich eines Ministeriums) im laufenden Haushaltsjahr (beispielsweise für die Neuanschaffung von Büromaterialien) zur Verfügung steht.
Eine Haushaltsstelle ist eine zehnstellige Zahl, die nach der vierten Stelle durch einen Bindestrich getrennt ist. Die zehnte Stelle ist eine Prüfziffer und wird im Haushaltsplan nicht mit angegeben. Hinzu kommt eine Funktionskennziffer (FKZ). Die ersten beiden Stellen definieren den Einzelplan. Zusammen mit den zwei folgenden Stellen bilden sie das sogenannte Kapitel, die Haushaltsstelle der Behörde. Die folgenden fünf Stellen bilden den sogenannten Titel und beschreiben die Art der Ausgaben und Einnahmen und bilden die Buchungsstelle. Haushaltsstellen lassen sich vom Bewirtschafter (Sachbearbeiter oder Abteilung, die diese Haushaltsstelle bewirtschaftet) beliebig in Objekte unterteilen. So lassen sich beispielsweise die Kosten für Büromaterialien noch in „Papier“, „Stifte“ oder ähnliches unterteilen. Diese Unterteilung wird nicht im Haushaltsplan vermerkt.
Jeder Bewirtschafter hat eine eigene Bewirtschafternummer und aus dieser Nummer sowie Haushaltsstelle ergibt sich das jeweilige Sachbuchkonto. Es ist durchaus möglich, dass mehrere Bewirtschafter eine Haushaltsstelle bewirtschaften. Sie bekommen in diesem Fall jeweils Teilbeträge zur Verfügung gestellt. Auf diese Weise lässt sich theoretisch der Verbrauch an Kugelschreibern für jede Abteilung aus dem Haushaltsplan ablesen (nur theoretisch, in der Praxis wird Büromaterial zentral beschafft).

## Ausgaben des Bundeshaushaltes 2021
Der Bund und die Länder tragen gesondert die Ausgaben, die sich aus der Wahrnehmung ihrer Aufgaben ergeben, soweit das Grundgesetz nichts anderes bestimmt. Handeln die Länder im Auftrage des Bundes, trägt der Bund die sich daraus ergebenden Ausgaben.
(Quelle:)
Bedeutung der ersten Ziffer des Titels nach dem Gruppierungsplan
0. Einnahmen aus Steuern und steuerähnlichen Abgaben sowie EU-Eigenmittel
1. Verwaltungseinnahmen, Einnahmen aus Schuldendienst und dgl.
2. Einnahmen aus Zuweisungen und Zuschüssen mit Ausnahme für Investitionen
3. Einnahmen aus Schuldenaufnahmen, aus Zuweisungen und Zuschüssen für Investitionen, besondere Finanzierungseinnahmen
4. Personalausgaben
5. Sächliche Verwaltungsausgaben, militärische Beschaffungen usw., Ausgaben für den Schuldendienst
6. Ausgaben für Zuweisungen und Zuschüsse mit Ausnahme für Investitionen
7. Baumaßnahmen
8. Sonstige Ausgaben für Investitionen und Investitionsförderungsmaßnahmen
9. Besondere Finanzierungsausgaben
Beispiel für eine Haushaltsstelle
3006 – 683 02 -176 Bauen und Wohnen
30 steht für den Einzelplan Bundesministerium für Bildung und Forschung.
30 06 steht für das Kapitel Information und Kommunikation, Neue Technologien.
683 02 steht für den Titel. Die erste Ziffer, die Hauptgruppennummer (6), verweist auf den Verwendungszweck Zuschüsse.
176 ist eine Funktionskennziffer.

## Budgetprinzipien
Für die Erstellung des Haushaltsplans bei Bund, Ländern und Gemeinden sind die gesetzlich verankerten Haushaltsgrundsätze (Budgetprinzipien) zu beachten.

## Eckwerte im Bundeshaushaltsplan
| Einzelpläne                                                                          | Nr. | 2010       | 2015       | 2019       | 2020 (+/− %)       | 2021 (+/− %)       | 2022 (+/− %)      | 2023 (+/− %)       | 2024 (+/− %)      | Fußnote |
| ------------------------------------------------------------------------------------ | --- | ---------- | ---------- | ---------- | ------------------ | ------------------ | ----------------- | ------------------ | ----------------- | ------- |
| Bundespräsident und Bundespräsidialamt                                               | 01  | 28,72      | 33,73      | 47,64      | 44,69 (−6,2)       | 44,65 (−0,1)       | 44,89 (+0,5)      | 44,98 (+0,2)       | 47,36 (+5,3)      |         |
| Deutscher Bundestag                                                                  | 02  | 681,30     | 801,49     | 990,91     | 1.032,8 (+4,2)     | 1.059,76 (+2,6)    | 1.108,91 (+4,6)   | 1.140,62 (+2,9)    | 1.205,68 (+5,7)   |         |
| Bundesrat                                                                            | 03  | 21,38      | 23,81      | 37,50      | 39,45 (+5,2)       | 41,19 (+4,4)       | 35,29 (−14,3)     | 39,68 (+12,4)      | 38,96 (−1,8)      |         |
| Bundeskanzleramt                                                                     | 04  | 1.844,15   | 2.234,80   | 3.241,72   | 4.385,17 (+35,3)   | 4.647,72 (+6,0)    | 3.861,18 (−16,9)  | 3.895,67 (+0,9)    | 3.709,54 (−4,8)   |         |
| Auswärtiges Amt                                                                      | 05  | 3.193,82   | 3.801,46   | 5.825,84   | 6.623,86 (+13.7)   | 6.301,73 (−4.,9)   | 7.107,58 (+12,8)  | 7.475,80 (+5,2)    | 6.155,70 (−17,7)  |         |
| Bundesministerium des Innern und für Heimat                                          | 06  | 5.491,89   | 6.307,80   | 15.849,45  | 15.668,29 (−1,1)   | 18.457,71 (+17,8)  | 14.986,39 (−18,8) | 13.092,06 (−12,6)  | 12.902,61 (−1,4)  |         |
| Bundesministerium der Justiz                                                         | 07  | 489,36     | 695,45     | 895,32     | 919,73 (+2,7)      | 957,46 (+4,1)      | 937,98 (−2,0)     | 1.006,09 (+7,3)    | 1.025,00 (+1,9)   |         |
| Bundesministerium der Finanzen                                                       | 08  | 4.860,09   | 5.591,62   | 7.180,43   | 7.916,45 (+10,3)   | 8.742,34 (+10,4)   | 8.826,14 (+1,0)   | 9.669,50 (+9,6)    | 9.699,80 (+0,3)   |         |
| Bundesministerium für Wirtschaft und Klimaschutz                                     | 09  | 6.123,82   | 7.394,69   | 8.187,75   | 10.568,36 (+29,1)  | 10.273,53 (−2,8)   | 11.333,78 (+10,3) | 14.567,71 (+28,5)  | 10.995,25 (−24,5) |         |
| Bundesministerium für Ernährung und Landwirtschaft                                   | 10  | 5.836,06   | 5.350,72   | 6.323,82   | 7.018,28 (+11,0)   | 7.676,08 (+9,4)    | 7.104,58 (−7,4)   | 7.249,64 (+2,0)    | 6.830,00 (−5,8)   |         |
| Bundesministerium für Arbeit und Soziales                                            | 11  | 143.197,44 | 126.309,92 | 145.260,25 | 170.682,39 (+17,5) | 164.920,48 (−3,4)  | 161.080,98 (−2,3) | 166.229,39 (+3,2)  | 171.673,50 (+3,3) |         |
| Bundesministerium für Digitales und Verkehr                                          | 12  | 26.316,25  | 23.281,43  | 29.285,67  | 36.783,46 (+25,6)  | 41.354,47 (+12,4)  | 36.111,00 (−12,7) | 35.579,42 (−1,5)   | 38.701,28 (+8,8)  |         |
| Bundesministerium der Verteidigung                                                   | 14  | 31.110,83  | 32.974,18  | 43.227,81  | 45.645,98 (+5,6)   | 46.930,01 (+2,8)   | 50.404,83 (+7,4)  | 50.117,45 (−0,6)   | 51.800,00 (+3,4)  |         |
| Bundesministerium für Gesundheit                                                     | 15  | 16.126,05  | 12.066,92  | 15.305,29  | 41.250,35 (+169,5) | 49.896,42 (+21,0)  | 64.357,04 (+29,0) | 24.483,49 (−62,0)  | 16.220,50 (−33,7) | A       |
| Bundesministerium für Umwelt, Naturschutz, nukleare Sicherheit und Verbraucherschutz | 16  | 1.590,19   | 3.865,20   | 2.287,10   | 3.020,88 (+32,1)   | 2.657,06 (−12,0)   | 2.172,38 (−18,2)  | 2.449,69 (+12,8)   | 2.400,00 (−2,0)   |         |
| Bundesministerium für Familie, Senioren, Frauen und Jugend                           | 17  | 6.543,09   | 8.835,56   | 10.448,32  | 13.628,26 (+30,4)  | 13.206,59 (−3,1)   | 12.599,96 (−4,6)  | 13.569,26 (+7,7)   | 13.351,44 (−1,6)  |         |
| Bundesverfassungsgericht                                                             | 19  | 23,21      | 33,32      | 34,36      | 35,87 (+4,4)       | 37,17 (+3,6)       | 35,91 (−3,4)      | 40,47 (+12,7)      | 41,31 (+2,1)      |         |
| Bundesrechnungshof                                                                   | 20  | 117,37     | 141,48     | 162,04     | 163,14 (+0,7)      | 168,88 (+3,5)      | 172,91 (+2,4)     | 186,96 (+8,1)      | 191,81 (+2,6)     |         |
| Bundesbeauftragter für den Datenschutz und die Informationsfreiheit                  | 21  | –          | –          | 25,22      | 26,85 (+6,5)       | 31,54 (+17,5)      | 43,24 (+37,1)     | 45,70 (+5,7)       | 45,40 (−0,7)      |         |
| Unabhängiger Kontrollrat                                                             | 22  |            |            |            |                    | 4,69               | 12,38 (+163,9)    | 16,39 (+32,4)      | 11,00 (−32,9)     |         |
| Bundesministerium für wirtschaftliche Zusammenarbeit und Entwicklung                 | 23  | 6.070,12   | 6.543,46   | 10.245,69  | 12.434,08 (+21,4)  | 12.425,68 (−0,1)   | 12.349,89 (−0,6)  | 12.156,84 (−1,6)   | 11.515,50 (−5,3)  |         |
| Bundesministerium für Wohnen, Stadtentwicklung und Bauwesen                          | 25  |            |            |            |                    |                    | 4.962,55          | 7.334,34 (+47,8)   | 6.962,05 (−5,1)   |         |
| Bundesministerium für Bildung und Forschung                                          | 30  | 10.863,69  | 15.274,96  | 18.269,75  | 20.308,69 (+11,2)  | 20.819,43 (+2,5)   | 20.385,20 (−2,1)  | 21.462,75 (+5,3)   | 20.300,14 (−5,4)  |         |
| Bundesschuld                                                                         | 32  | 38.858,60  | 22.259,29  | 18.380,12  | 16.732,02 (−9,0)   | 15.273,60 (−8,7)   | 18.463,30 (+20,9) | 42.178,99 (+128,4) | 38.930,77 (−7,7)  |         |
| Allgemeine Finanzverwaltung                                                          | 60  | 10.112,60  | 23.078,71  | 14.887,98  | 93.600,71 (+528,7) | 146.797,53 (+56,8) | 57.293,20 (−13,4) | 42.257,89 (−26,2)  | 20.933,29 (−50,5) |         |
| Sonstige                                                                             | –   | –          | –          | –          | –                  | –                  | –                 | –                  | –                 |         |
| Gesamt                                                                               |     | 319.500    | 306.900    | 356.400    | 508.530 (+1,6)     | 572.725 (+12,6)    | 495.791 (−13,4)   | 476.290,76 (−3,9)  | 445.687,86 (−6,4) |         |

## Entwicklung des Bundeshaushalts
| Jahr | Ausgaben | Einnahmen | Finanzierungs- saldo | Personal- ausgaben | Zins- ausgaben | Investive Ausgaben | Steuer- einnahmen | Nettokredit- aufnahme | Schuldenstand (Bund) | Zinssatz in % * |
| ---- | -------- | --------- | -------------------- | ------------------ | -------------- | ------------------ | ----------------- | --------------------- | -------------------- | --------------- |
| 1969 | 42,1     | 42,6      | 0,6                  | 6,6                | 1,1            | 7,2                | 40,2              | 0,4                   | 23,1                 | 4,7             |
| 1975 | 80,2     | 63,3      | −16,9                | 13,0               | 2,7            | 13,1               | 61,0              | 15,3                  | 54,8                 | 4,9             |
| 1980 | 110,3    | 96,2      | −14,1                | 16,4               | 7,1            | 16,1               | 90,1              | 13,9                  | 120,0                | 5,9             |
| 1985 | 131,5    | 119,8     | −11,6                | 18,7               | 14,9           | 17,1               | 105,5             | 11,4                  | 204,0                | 7,3             |
| 1990 | 194,4    | 169,8     | −24,6                | 22,1               | 17,5           | 20,1               | 132,3             | 23,9                  | 306,3                | 5,7             |
| 1995 | 237,6    | 211,7     | −25,8                | 27,1               | 25,4           | 34,0               | 187,2             | 25,6                  | 658,3                | 3,9             |
| 2000 | 244,4    | 220,5     | −23,9                | 26,5               | 39,1           | 28,1               | 198,8             | 23,8                  | 774,8                | 5,0             |
| 2005 | 259,8    | 228,4     | −31,4                | 26,4               | 37,4           | 23,8               | 190,1             | 31,2                  | 903,3                | 4,1             |
| 2010 | 303,7    | 259,3     | −44,3                | 28,2               | 33,1           | 26,1               | 226,2             | 44,0                  | 1.287,5              | 2,6             |
| 2013 | 307,8    | 285,5     | −22,3                | 28,6               | 31,3           | 33,5               | 259,8             | 22,1                  | 1.282,7              | 2,4             |
| 2014 | 295,5    | 295,1     | −0,3                 | 29,2               | 25,9           | 29,3               | 270,8             | 0                     | 1.289,9              | 2,0             |
| 2015 | 299,3    | 311,1     | 11,8                 | 29,9               | 21,1           | 29,6               | 281,7             | 0                     | 1.262,8              | 1,7             |
| 2016 | 310,5    | 316,9     | 6,4                  | 31,0               | 20,3           | 35,0               | 288,4             | 0                     | 1.257,1              | 1,6             |
| 2017 | 325,8    | 330,8     | 5,0                  | 31,8               | 17,5           | 34,0               | 309,6             | 0                     | 1.242,5              | 1,4             |
| 2018 | 337,1    | 348,0     | 10,9                 | 32,7               | 16,4           | 38,1               | 322,7             | 0                     | 1.213,3              | 1,4             |
| 2019 | 343,6    | 356,9     | 13,3                 | 34,2               | 11,9           | 38,1               | 329,2             | 0                     | 1.188,6              | 1,0             |
| 2020 | 443,4    | 312,7     | -130,7               | 35,4               | 6,4            | 50,3               | 283,5             | 130,5                 | 1.403,5              | 0,5             |
| 2021 | 557,1    | 341,5     | -215,6               | 36,5               | 3,9            | 45,8               | 311,8             | 215,4                 | 1.548,5              | 0,3             |
| 2022 | 481,3    | 365,3     | -116,0               | 37,8               | 15,2           | 46,2               | 337,3             | 115,4                 | 1.620,4              | 0,9             |
| 2023 | 457,1    | 392,2     | -64,9                |                    |                | 61,1               |                   | 27,2                  | 1.696,3              |                 |
| 2024 |          |           |                      |                    |                |                    |                   |                       |                      |                 |